# 強く 強く 強く
『強く 強く 強く』（つよく つよく つよく）は、関ジャニ∞の楽曲。2015年6月3日にINFINITY RECORDSから32作目のシングルとして発売された。

## 概要
- 前作『がむしゃら行進曲』から、約6か月振りのリリース。
- CDは初回限定盤、通常盤の2形態で発売。
- 表題曲「強く 強く 強く」は、メンバー7人で奏でるバンドサウンドが印象的なミディアムチューンで、前に進もうとする人々の背中を力強く押すエールソングとなっている[11]。
  - 30thシングル『言ったじゃないか/CloveR』の「言ったじゃないか」以来2作振り、通算9曲目のシングルでのバンド曲である。
  - 同曲は、メンバーの大倉忠義が出演する日本テレビ系土曜ドラマ『ドS刑事』の主題歌である[11]。
- カップリング「Can't U See?」は、同曲は元ROCK'A'TRENCHの山森大輔からの楽曲提供である[12]。
  - 通常盤のみ収録[13]。
- その他、全形態共通のカップリングとして「EXTEND!!」、初回限定盤のカップリングとして12thライブDVD/Blu-ray『関ジャニズム LIVE TOUR 2014≫2015』の初回限定盤のエンドロールとして使用された28thシングル「オモイダマ」のリミックスバージョン、通常盤のカップリングとして同映像作品の通常盤・Blu-ray盤のエンドロールとして使用された31stシングル「がむしゃら行進曲」のリミックスバージョンを収録[13]。
- 初回限定盤の特典DVDには、表題曲「強く 強く 強く」のミュージック・ビデオとメイキングを収録[13]。
- 本作の初回限定盤と通常盤を、CDショップの店頭で2種同時購入すると、先着で「強く 強く 強く」のMV撮影風景を収めた20ページのメイキングフォトブックを付属[14]。
- 2024年1月1日、デビュー20周年を記念し、過去にリリースされた全楽曲が各種音楽ダウンロードサービス、サブスクリプションサービスで配信されることに伴い、表題曲「強く 強く 強く」がベストアルバム『GR8EST』の収録曲、同年1月24日には同曲がアルバム『関ジャニ∞の元気が出るCD!!』の収録曲として配信開始され、同年1月31日には本作の全収録曲の配信も開始された[15][16][17]。

### 各形態概要
| 曲名                                 | 形態 | 形態 | 形態 |
| 曲名                                 | 初回 | 通常 |      |
| ------------------------------------ | ---- | ---- | ---- |
| EXTEND!!                             | ○    | ○    |      |
| Can't U See?                         | ×    | ○    |      |
| オモイダマ "関ジャニズム"Remix       | ○    | ×    |      |
| がむしゃら行進曲 "関ジャニズム"Remix | ×    | ○    |      |

| 特典内容                                        | 形態                   |
| ----------------------------------------------- | ---------------------- |
| 「強く 強く 強く」メイキングフォトブック（20P） | 全形態                 |
| 特典DVD（詳細は#特典DVDを参照）                 | 初回限定盤             |
| ∞（エイト）ステッカー                           | 通常盤（初回プレス分） |

## 販売形態
- 発売日：2015年6月3日
  - 初回限定盤（JACA-5517~5518：CD+DVD）
  - 通常盤（JACA-5519：CD）
    - ∞（エイト）ステッカー [強く 強く 強く ver.]（初回プレス盤のみ）
- 発売日：2019年7月12日
  - 通常盤：十五催ハッピープライス盤（JSNC-1532：CD）
    - 自身の配信アプリ『関ジャニ∞アプリ』対応のため、15%オフでの再発売。
- 発売日：2024年1月31日
  - 配信作品
    - デビュー20周年を記念した音楽ダウンロードサービスおよびサブスクリプションサービスでの配信[15][16][17]。

## チャート成績

### シングルチャート順位
- オリコンチャート
  - 初週156,448枚を売り上げ、2015年6月15日付の「オリコン週間 CDシングルランキング」で週間1位を獲得した[2][3]。
    - 19作連続、通算27作目のシングル1位となった[2]。

  - 累計169,881枚を売り上げ、2015年6月度「オリコン月間 CDシングルランキング」で月間2位を獲得した[4]。
  - 累計156,448枚を売り上げ、2015年度「オリコン上半期 CDシングルランキング」で上半期22位を獲得した[5]。
  - 累計173,795枚を売り上げ、2015年度「オリコン年間 CDシングルランキング」で年間36位を獲得した[6]。
- Billboard JAPAN
  - 2015年6月10日公開の「Billboard JAPAN Top Singles Sales」で週間1位を獲得した[8]。
  - 2015年度「Billboard Japan Top Singles Sales Year End」で年間24位を獲得した[9]。

### 各曲チャート順位
- Billboard JAPAN
  - 2015年6月10日公開の「Billboard Japan Hot 100」で表題曲「強く 強く 強く」が週間1位を獲得した[7]。
  - 2015年度「Billboard Japan Hot 100 Year End」で表題曲「強く 強く 強く」が年間100位を獲得した[10]。

## 収録曲

### CD

#### 通常盤・配信
1. 強く 強く 強く - [4:47]
作詞・作曲：前原利次
編曲：Peach
  - 日本テレビ系土曜ドラマ『ドS刑事』主題歌[11]
2. EXTEND! - [3:25]
作詞・作曲・編曲：HIKARI
3. Can't U See? - [4:19]
作詞・作曲・編曲：山森大輔
  - 元ROCK'A'TRENCHの山森大輔からの楽曲提供。
  - 楽曲を提供した山森大輔のアルバム『銀のピストル』にて、同曲のセルフカバーを収録[12]。
4. がむしゃら行進曲 "関ジャニズム" Remix - [8:09]
  - 31stシングルのリミックスバージョン
  - 12thライブDVD/Blu-ray『関ジャニズム LIVE TOUR 2014≫2015』通常盤・Blu-ray盤エンドロール
5. Secret Talk - 大倉忠義
  - 通常盤のみ収録。

#### 初回限定盤
1. 強く 強く 強く
2. EXTEND!
3. オモイダマ "関ジャニズム" Remix - [8:08]
  - 28thシングルのリミックスバージョン
  - 12thライブDVD/Blu-ray『関ジャニズム LIVE TOUR 2014≫2015』初回限定盤エンドロール
  - 2024年1月現在、音楽ダウンロードサービスおよびサブスクリプションサービスでは未配信。

### 特典DVD（初回限定盤）
| #         | タイトル                       | 作詞  | 作曲・編曲 | 時間  |
| --------- | ------------------------------ | ----- | ---------- | ----- |
| 1.        | 「強く 強く 強く」(Music Clip) |       |            | 4:55  |
| 2.        | 「強く 強く 強く」(Making)     |       |            | 11:55 |
| 合計時間: | 合計時間:                      | 16:50 |            |       |

## 楽曲提供者
- 山森大輔
  - 「Can't U See?」(作詞・作曲・編曲)[注 2]

## 参加ミュージシャン
※アルバム『関ジャニ∞の元気が出るCD!!』のクレジットより。
強く強く強く
- Drums / Percussion：濵﨑大地
- E.Bass：前原利次
- A.Piano：佐藤真吾
- A&E.Guitar / all other instruments：Peach

## 収録作品

### アルバム
強く 強く 強く
- 8thアルバム『関ジャニ∞の元気が出るCD!!』
- 2ndベストアルバム『GR8EST』

### 映像作品

#### ミュージック・ビデオ
強く 強く 強く
- 2ndベストアルバム『GR8EST』(完全限定豪華盤 特典DVD)

※同曲のMVを収録。

## カバー
Can't U See?
- 山森大輔（2018年5月9日発売、アルバム『銀のピストル』収録）